# Hemingway
Hemingway – miasto w Stanach Zjednoczonych, w stanie Karolina Południowa, w hrabstwie Williamsburg.